# تیم ویتمارش
تیم ویتمارش (انگلیسی: Tim Whitmarsh؛ زادهٔ ۲۳ ژانویهٔ ۱۹۷۰) اهل بریتانیا متخصص در مطالعات کلاسیک در دانشگاه کمبریج است.
وی همچنین برندهٔ جوایزی همچون عضو آکادمی بریتانیا شده‌است.